# 圣贝尔纳多-杜坎普
23°42′00″S 46°33′00″W / 23.70000°S 46.55000°W
圣贝尔纳多-杜坎普（葡萄牙語：São Bernardo do Campo），是巴西东南部圣保罗州城市，位于大圣保罗的自治市。1553年建镇，1889年建市。2006年人口803,906。该城市也是巴西汽车工业的中心。